# Marka zwischen Markhausen und Delschloot
Die Marka zwischen Markhausen und Delschloot ist ein Naturschutzgebiet in der niedersächsischen Stadt Friesoythe im Landkreis Cloppenburg.

## Allgemeines
Das Naturschutzgebiet mit dem Kennzeichen NSG WE 295 ist circa 34 Hektar groß. Es grenzt im Süden an das Naturschutzgebiet „Markatal“ und ist ansonsten größtenteils vom Landschaftsschutzgebiet „Markatal zwischen Markhausen und Ellerbrock“ umgeben. Teile des Landschaftsschutzgebietes sind im Naturschutzgebiet aufgegangen. Der Flusslauf der Marka ist im Bereich des Naturschutzgebietes gleichzeitig als FFH-Gebiet „Markatal mit Bockholter Dose“ ausgewiesen. Das Gebiet steht seit dem 1. Januar 2019 unter Naturschutz. Zuständige untere Naturschutzbehörden ist der Landkreis Cloppenburg.

## Beschreibung
Das Naturschutzgebiet liegt südwestlich von Friesoythe in einem landwirtschaftlich geprägten Gebiet. Es erstreckt sich entlang der Marka von der Querung des Gewässers bei Markhausen bis zum Mündung des Delschloots bei Ellerbrock. Es stellt den Gewässerlauf mit seinen Böschungen und den angrenzenden Gewässerrandstreifen sowie teilweise angrenzende Flächen unter Schutz. Die Marka verläuft im Naturschutzgebiet überwiegend naturnah mit weitgehend natürlicher Gewässerdynamik. Sie verfügt über gewässertypische Sohl- und Sedimentstrukturen und beherbergt gut entwickelte, flutende Wasservegetation. Die Marka wird abschnittsweise von Auwald und Gehölzsäumen begleitet.
Die Marka ist Lebensraum von Bach- und Flussneunauge.